# Kriogen
Kriogen (gr. κρύος – „mróz”, γένεσις – „narodziny”) – środkowy okres neoproterozoiku; trwał od ~720 do ~635 mln lat temu. Kriogen jest młodszy od tonu, a starszy od ediakaru. Nazwa tego okresu pochodzi od zlodowaceń, które w tym okresie miały bardzo duży zasięg, przypuszczalnie pokrywając całą Ziemię. W kriogenie nastąpił rozpad superkontynentu Rodinii.

## Czas trwania
Koniec kriogenu jest dobrze zdefiniowany - przypada on na 635 milionów lat temu i odpowiada wiekowi charakterystycznych, warstwowanych dolomitów zdeponowanych w wielu częściach świata wraz z zakończeniem zlodowacenia Marinoan; moment ten wyznacza także początek ediakaru. Początek kriogenu jest obecnie zdefiniowany chronometrycznie, prowadzone są prace mające na celu określenie początku systemu kriogeńskiego w oparciu o zapis skalny. W 2015 początek okresu został przesunięty z 850 milionów lat temu do 720 milionów lat temu, co odpowiada w przybliżeniu początkowi dużych zmian środowiska związanych ze zlodowaceniami.

## Zlodowacenia
Kriogen był bardzo zimnym okresem w historii Ziemi. Miały w nim miejsca duże zlodowacenia, z których dwa miały prawdopodobnie zasięg globalny – występowanie lodowców stwierdzono na wszystkich kontynentach, także tych, które znajdowały się wówczas na równiku. Dawniej sądzono, że w tym okresie nastąpiło jedno długotrwałe, całkowite zlodowacenie Ziemi nazwane Varanger od norweskiego półwyspu Varanger, gdzie znaleziono pierwsze dowody zlodowaceń neoproterozoicznych.
Pierwsza fala ochłodzenia nastąpiła pomiędzy 750 a 720 milionów lat temu. Zlodowacenie Kaigas miało przypuszczalnie lokalny charakter, dowody na jego wystąpienie znaleziono w Namibii; w południowych Chinach występowały wówczas chłodne warunki, ale prawdopodobnie wystąpiło tam tylko zlodowacenie górskie.
Zlodowacenie Sturtian miało miejsce pomiędzy 720 a 660 milionów lat temu; osady lodowcowe z tego okresu występują na wszystkich kontynentach, także położonych w tym czasie w okolicy równika. Osady z różnych kontynentów różnią się wiekiem, co może oznaczać, że zlodowacenie rozprzestrzeniało się na różnych kontynentach w różnym czasie, lub też że zlodowacenie to było niezwykle długie, zwłaszcza że osady mogą reprezentować tylko część okresu zlodowacenia. Istnieją dowody, że w tym czasie lód morski sięgnął tropików. Po zakończeniu zlodowacenia nastąpił relatywnie krótki okres ocieplenia.

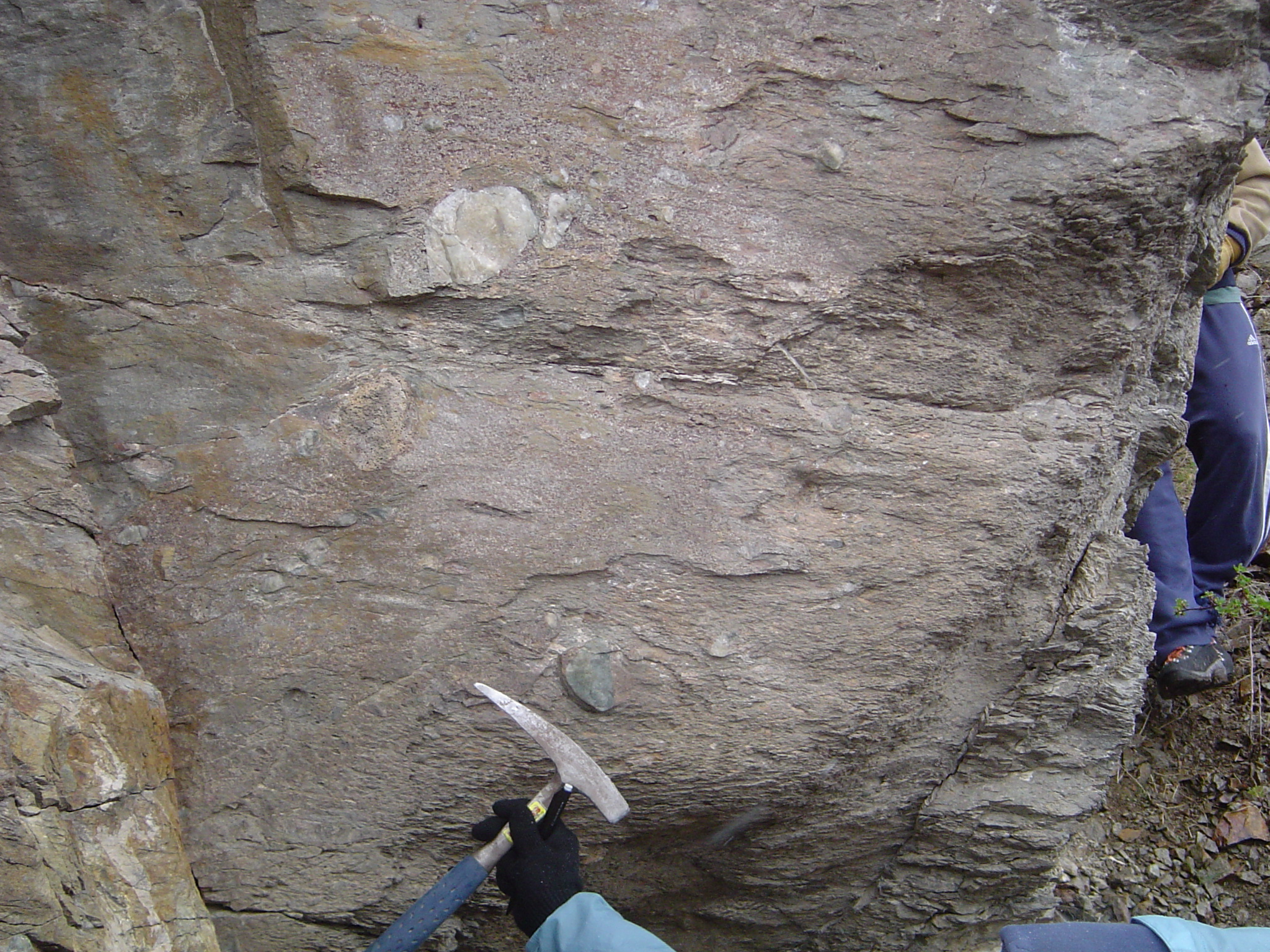
Glina lodowcowa pozostawiona w Idaho przez zlodowacenie Marinoan

Pod koniec kriogenu miało miejsce zlodowacenie Marinoan (650–635 milionów lat temu). Także to zlodowacenie miało potężny, być może globalny, zasięg. Koniec tego zlodowacenia nastąpił wszędzie generalnie w tym samym czasie. Warstwy węglanowe z południowych Chin, Australii i Namibii mają wiek zgodny w granicach niepewności pomiarowej, ok. 635 milionów lat temu. Minerały powstałe w tym okresie mają niezwykłe proporcje izotopów, co wskazuje na znaczące zaburzenie składu chemicznego atmosfery i krótkotrwały (do 1 mln lat) wzrost zawartości dwutlenku węgla na większą skalę niż kiedykolwiek w historii Ziemi, prawdopodobnie związany z deglacjacją.
Kriogen nie obejmuje wszystkich zlodowaceń neoproterozoicznych, ostatnie zlodowacenie Gaskiers miało miejsce w środkowym ediakarze.

## Życie
Niewiele wiadomo o ekosystemach istniejących w okresie zlodowaceń, ale znane są różnorodne mikroskamieniałości z kriogenu. Wszystkie wcześniej istniejące grupy eukariontów (Amoebozoa, Chromalveolata, Excavata, Opisthokonta, Rhizaria i rośliny) przetrwały ten czas, choć np. niektóre grupy akritarchów nie występują już w ediakarze. Przed okresem glacjalnym oraz po jego zakończeniu nastąpiła radiacja ewolucyjna eukariontów. Sprzed zlodowaceń pochodzą pierwsze bezdyskusyjne skamieniałości zielenic i heterotroficznych eukariontów. Z interwału pomiędzy zlodowaceniami Sturtian i Marinoan pochodzą rzadkie, makroskopowe skamieniałości o kształcie dysków o niepewnej przynależności systematycznej, które mogą reprezentować zwierzęta. Pozostałości biomarkerów (steroli) wskazują, że w kriogenie istniały już gąbki, a jedna z pospolitych grup mikroskamieniałości prawdopodobnie reprezentuje ameby skorupkowe.